# 圣弥额尔圣殿 (帕维亚)

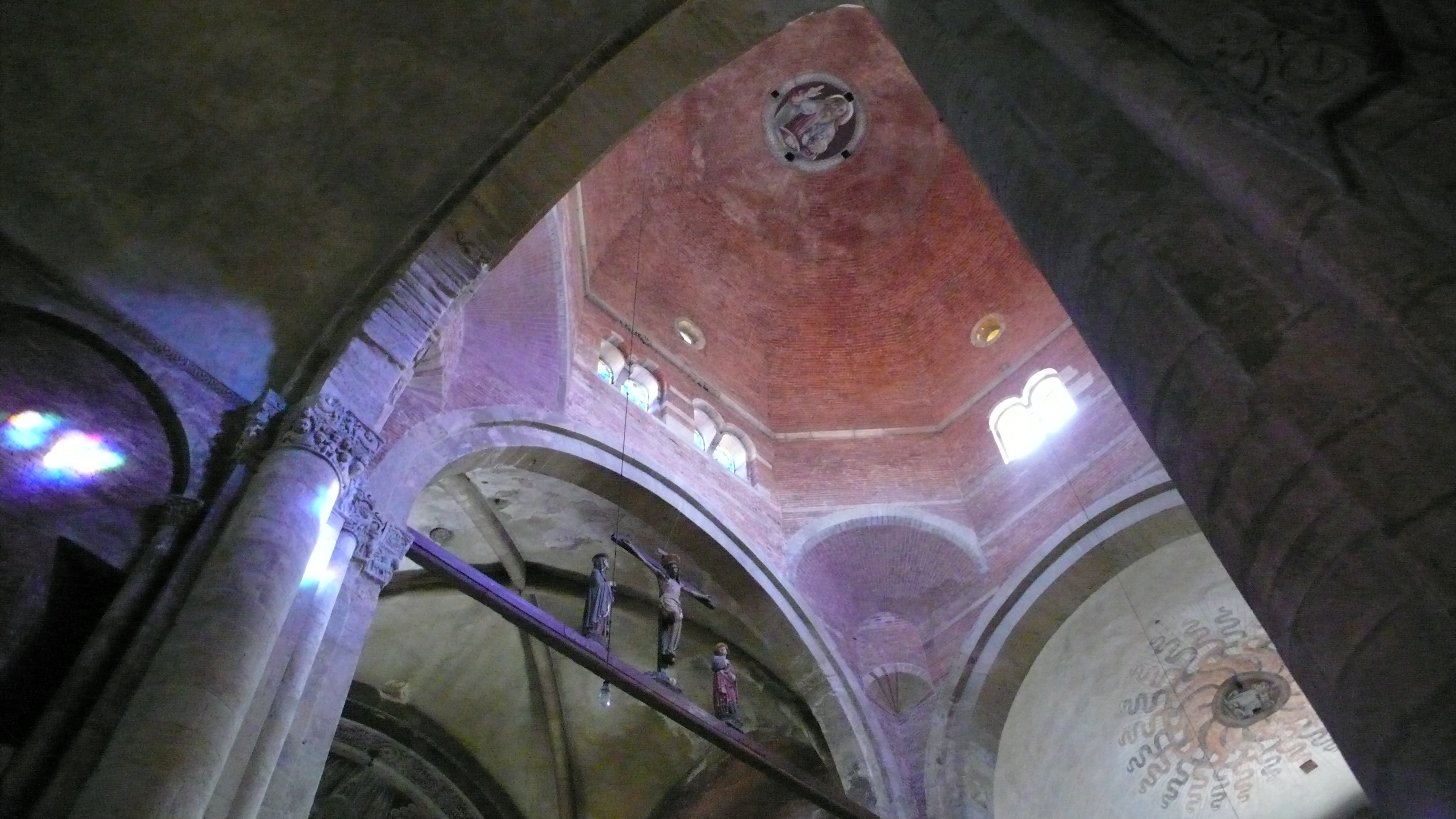

圣弥额尔圣殿（Basilica di San Michele Maggiore）是一座罗马天主教圣殿，位于意大利伦巴第大区帕维亚。该建筑的历史可追溯至11至12世纪，是保存完好的伦巴第-罗马式风格的典范。
1968年在该堂下面发现了一座建于11世纪和12世纪之交的坟墓，以及考古证据显示，该地点可能有一座5世纪的早期基督教堂。这些银器现藏于帕维亚市民博物馆。在662-671年之间，根据国王格里莫奥德的愿望建造了一座教堂。供奉圣弥额尔，它建在伦巴第宫殿小堂的位置。这座教堂在1004年被一场大火烧毁，只有钟楼的下部可以追溯到7世纪的教堂。目前的地下室、咏经席和耳堂的建造始于11世纪末，1130年完工。
若干世纪以来，在该堂举办了许多盛大的加冕仪式:贝伦加尔一世（888年）、圭多三世（889年）、路易三世（900年）、鲁道夫二世（922年）、于格（926年）、贝伦加尔二世和他的儿子阿达尔贝托（950年）、阿尔杜因（1002年）、亨利二世（1004年）和腓特烈·巴巴罗萨（1155年）都在此加冕。第一任米兰公爵吉安·加莱亚佐·维斯孔蒂在1396年10月确立米兰公国的继承制度 ，又下令他死后的遗体安葬在帕维亚加尔都西会修道院，心脏保存在圣弥额尔。